# Ливрага
Ливрага (итал. Livraga) — коммуна в Италии, располагается в регионе Ломбардия, подчиняется административному центру Лоди.
По данным на сентябрь 2017 года население составляет 2527 человек, плотность населения — 209 чел./км². Занимает площадь 12 км². Почтовый индекс — 26814. Телефонный код — 0377.
Покровителем коммуны почитается святой Януарий, празднование в первое воскресение сентября.